# Sakrilegium (album)
Sakrilegium er det ottende studiealbum fra den danske rapper L.O.C., der udkom den 30. januar 2014 på hans eget pladeselskab SGMD. Om albummet har L.O.C. udtalt: "Sakrilegium omhandler min egen, og min samtids tendens til at skænde det hellige. Om det så er i religiøs forstand, eller gennem hvad der bare er blevet vores normale skødesløse adfærd." Albummets første single, "Marquis" udkom den 6. januar 2014. Albummets anden single, "Paradis brænder" udkom den 1. september 2014.
Sakrilegium debuterede på førstepladsen af hitlisten, hvilket gør det til L.O.C.'s femte nummer ét-album. Albummet modtog i september 2016 platin for 20.000 solgte eksemplarer.

## Spor
Alt tekst skrevet af Liam O'Connor, alt musik komponeret af Liam O'Connor og Esben Thornhal.
| #   | Titel                                                                                     | Producer(e)                            | Længde |
| --- | ----------------------------------------------------------------------------------------- | -------------------------------------- | ------ |
| 1.  | "V.S.S.B."                                                                                | Esben Thornhal, Daniel Davidsen[a]     | 3:45   |
| 2.  | "Rødt lys"                                                                                | Thornhal, Davidsen[a]                  | 4:09   |
| 3.  | "Min"                                                                                     | Thornhal                               | 3:03   |
| 4.  | "Anneliese Michel"                                                                        | Thornhal, Davidsen[a]                  | 3:27   |
| 5.  | "Slumromantiker"                                                                          | Thornhal                               | 3:50   |
| 6.  | "1. klasse"                                                                               | Thornhal, Davidsen[a]                  | 3:19   |
| 7.  | "Paradis brænder"                                                                         | Thornhal                               | 3:42   |
| 8.  | "Dit hjerte"                                                                              | Thornhal, Davidsen[a]                  | 3:22   |
| 9.  | "La petite mort"                                                                          | Thornhal                               | 3:13   |
| 10. | "$ucce$"                                                                                  | Thornhal, Davidsen[a], Michel Svane[a] | 3:21   |
| 11. | "Marquis"                                                                                 | Thornhal                               | 2:58   |
| 12. | "V.S.S.B. II"                                                                             | Thornhal                               | 2:20   |
| 13. | "Livet" ("Livet" (bonus spor) – 0:00–2:51 / "Folk som dem her" (skjult spor) – 3:21–7:01) | Thornhal, Daniel Davidsen[a]           | 7:01   |

- ↑[a] angiver yderligere produktion
- Musikvideoen til det skjulte bonusspor "Folk som dem her" udkom den 7. marts 2014.[14]

## Medvirkende

### Musik
- Liam O'Connor – tekst, musik, executive producer
- Esben Thornhal – musik, producer, executive producer
- Michel Svane – trommer, yderligere produktion (spor 10)
- Daniel Davidsen – guitar, synthesizer, yderligere produktion (spor 1, 2, 4, 6, 8, 10, 13), kor (spor 4)
- Morten Puper – piano (spor 1, 12), spinet (spor 10)
- Katrine Blom Jensen – kor (spor 2)
- Nappion – kor (spor 3)
- Frederik Sally – synthesizer (spor 6)
- Mr. Der Chayapol Phiuphan – piano (spor 7)
- DJ Graded – scratch (spor 9, 12)
- Anders Schumann – tekniker, mixer, mastering

### Management og artwork
- Jonas Fjelding - general management
- Toke Holt - product management
- Henrik Siegel - artwork
- Daniel Nygård - hjemmeside

## Hitlister og certificeringer
| Hitliste (2014) | Højeste placering |
| --------------- | ----------------- |
| Danmark         | 1                 |

| Hitliste (2014) | Placering |
| --------------- | --------- |
| Danmark         | 16        |

| Land (Organisation) | Certificering |
| ------------------- | ------------- |
| Danmark (IFPI)      | Platin        |

| År                                                               | Titel             | Højeste placering | Højeste placering | Højeste placering | Certificering        |
| År                                                               | Titel             | Download          | Streaming         | Airplay           | Certificering        |
| ---------------------------------------------------------------- | ----------------- | ----------------- | ----------------- | ----------------- | -------------------- |
| 2014                                                             | "Marquis"         | 1                 | 3                 | 7                 | - Platin (streaming) |
| 2014                                                             | "Paradis brænder" | —                 | —                 | —                 |                      |
| "—" markerer en udgivelse der ikke opnåede en hitlisteplacering. |                   |                   |                   |                   |                      |